# 嶋田加織
嶋田 加織（しまだ かおり、1976年6月5日 - ）は、日本のAV女優・女優。
静岡県出身。

## 経歴
1990年代中盤頃に活動した。1994年12月に『Birth〜誕生 第3章』（メシア）でデビューし、1996年にかけて10本余のAV作品に出演する。美貌と均整のとれたスタイルをあわせ持ち、一般誌においても数多くのグラビアを飾った。演技力も高く、唯一の主演映画である『日本製少年』（1995年）における演技は各方面から絶賛され、第5回日本映画プロフェッショナル大賞の新人奨励賞を受賞している。女優としての活躍も期待されていたが、突然引退、その後公の場には姿を現していない。
AV出演作は中古市場で高い人気を維持しており、2003年にはアリスJAPAN時代の作品がDVD化された。

## 人物
異なるプロフィールがいくつかある。
- FANZAプロフィールでは、身長:155cm 血液型:O型 としている[2]。

趣味・特技:音楽鑑賞、読書、スポーツ、フィットネス。

## 作品

### アダルトビデオ（オリジナル作品のみ）
- Birth〜誕生 第3章 18歳美乳の嶋田加織（1994年12月22日、メシア）※AVデビュー作
- 18歳の微熱 まだまだ恥ずかしいの（1995年1月26日、メシア）
- おしゃぶり天使第2章 夜まで待てない!（1995年2月20日、ティファニー）
- 濡れるまなざし（1995年3月24日、アリスJAPAN）
- きまぐれルージュ 生リップ暴発（1995年4月21日、アリスJAPAN）
- エクスタシーの雫 そんなにされたら濡れちゃう（1995年5月26日、QUEEN）
- ピンクの花芯に魅せられて（1995年6月27日、QUEEN）
- 天使の休日 とってもイケない事して（1995年7月14日、QUEEN）
- 潤んだ瞳で夢ごこち（1995年8月25日、アリスJAPAN）
- 吐息までエッチ色（1995年9月15日、MOBIUS）
- フラッシュパラダイス（1995年10月20日、アリスJAPAN）
- 濡肉びらびら（1995年11月15日、MOBIUS）
- 瞳で誘惑 恥ずかしいほどあふれてしまいました。（1995年12月1日、QUEEN）
- 淫乱娘ヌレヌレ（1995年12月1日、芳友舎）
- レイプ狂い（1996年1月12日、アリスJAPAN）
- おクチにスキャンダル（1996年9月5日、芳友舎）※「おしゃぶり天使 第2章」他を再編集したもの

### アダルトビデオ（オムニバス作品、編集もの、BESTもの）
- アダルトビデオ100連発！！ シーツーコーポレーション編（1996年1月1日、シーツーコーポレーション）全6名
- 官能クライマックス イクときはいっしょ！（1996年3月12日、ティファニー）全5名
- 美少女Hi-Fi写真館 Super Selection （1996年3月20日、英知出版）全8名
- レジェンドAV 芳友舎ティファニー（1996年6月3日、h.m.p）全10名
- 秘蔵版 ザ・アイドル天国 ヌイてヌイて60分（1997年1月11日、芳友メディアプロデュース）全15名
- ノーカット4時間！！ 嶋田加織（2003年2月7日、アリスJAPAN）※「濡れるまなざし」「きまぐれルージュ」「潤んだ瞳で夢ごこち」「レイプ狂い」を収録
- 超・美乳 Bomb 4時間（2005年1月21日、ビデオバンク）全22名
- アリス・メモリアル 1995（2006年2月17日、アリスJAPAN）全10名　※「My Pure Lady/城麻美」「美里真理のレイプ狂い」「濡れるまなざし/嶋田加織」「痺れて満開/松田ちゆり」を収録
- レイプ狂い 凌辱の8時間（2012年11月23日、アリスJAPAN）全15名
- レイプ強姦BEST12時間（2016年7月13日、アリスJAPAN）多数出演

### イメージビデオ
- 美少女Hi-Fi写真館Vol.42 嶋田加織 素肌のかおり（1994年12月10日発行、英知出版）

## 出演

### 映画
- 日本製少年（1995年12月2日、M&M FILMS）監督:及川中 -主演 薫 役[3]

## 出版

### 写真集
- Pirica（1994年11月5日発行、英知出版、撮影:平田友二）ISBN 4754213785
- LEGEND（1995年2月17日発行、リイド社、撮影:平田友二）ISBN 484581093X
- 宮澤正明写真集 mmmp 江口真樹・嶋田加織・河野小百合・鈴木美穂・吉田理恵（1995年8月1日発行、ぶんか社、撮影:宮澤正明）

### 雑誌
- Beppin 1994年9月1日号、10月1日号（英知出版）
- VENUS VOL.4（1994年10月25日、ぶんか社）
- PHOTO SHOT Vol.4（1994年10月25日、英知出版）
- すッぴん 1994年10月号（英知出版）
- Beppin School 1994年10月号、1995年3月号（英知出版）
- 写華力 VOL.4（1994年11月20日、メディアックス）
- スコラ 1994年11月24日号（スコラ）
- デラべっぴん 1994年11月号、12月号、1995年3月号、1996年3月号（英知出版）
- CHUPA 1994年11月号（英知出版）
- ビデオボーイ 1994年12月号、1995年1月号、5月号（英知出版）
- WEEKLY プレイボーイ 1995年1月1・10日号、4月4日号、7月11日号（集英社）
- アクトレス DELUXE（1995年1月9日、リイド社）
- PHOTO SHOT Vol.6（1995年1月10日、英知出版）
- LOVE MAGA スコラ1995年1月11日増刊号（スコラ）
- コミックトッパー 1995年1月号（英知出版）
- アクションカメラ 1995年2月号（ワニマガジン社）
- Bejeans 1995年3月1日号（英知出版）
- CD-ROM スコラ VOL.5（1995年3月16日、スコラ）
- 宝島 1995年3月22日号（宝島社）
- THE SPARK GIRLS Vol.8（1995年3月30日、KKベストセラーズ）
- お隣りのお姉さんドキドキ写真 1995年3月号（サン出版）
- ザ・ベストMAGAZINE Special No.20 1995年3月号（KKベストセラーズ）
- Super Shot（1995年4月15日、英知出版）
- PHOTO SHOT Vol.8（1995年4月25日、英知出版）
- ACTRESS 1995年4月号（リイド社）
- FRIDAY SPECIAL 1995年5月22日増刊号（講談社）
- RECCO 1995年5月号（ミリオン出版）
- CHUPA 1995年05月号（英知出版）
- THE SPARK GIRLS Vol.10（1995年7月30日、KKベストセラーズ）
- CD-ROM Beppin VOL.3（1995年11月1日、英知出版）